# Overfladerekonstruktion
En overfladerekonstruktion er et fænomen inden for krystaller, hvor atomerne på overfladen arrangerer sig anderledes end atomerne inde i krystallen.